# Fernando de Diego
Fernando de Diego de la Rosa (Guadalajara, 2 novembre 1919 – Saragozza, 1º luglio 2005) è stato un traduttore ed esperantista spagnolo.

## Biografia
Avvicinatosi alla lingua esperanto nel 1933, aderì al Kultura Klubo, gruppo esperantista anarchico di Saragozza. Nel luglio 1936 la guerra civile spagnola colpì anche la famiglia di Diego: due dei suoi fratelli furono chiamati sotto le armi, un altro arrestato; Fernando fu mandato al fronte nel 1938 sull'Ebro. Nel 1940 fu di nuovo mobilitato per intervenire contro un eventuale attacco degli Alleati contro la Spagna. Sposatosi nel 1946, lavorò come traduttore dall'inglese e dal francese per tre case editrici spagnole.
Trasferitosi nel 1949 a Caracas, intraprese un'attività di redattore ed interprete presso i giornali locali.
Nel 1952 fu assunto dalla compagnia petrolifera Royal Dutch Shell con la qualifica di dirigente dei servizi informativi e caporedattore della rivista Tópicos Shell.
Nel 1962, raggiunta l'indipendenza economica, si trasferì nelle Canarie, dove strinse amicizia con l'editore esperantista Juan Régulo. Ebbe così inizio un lungo sodalizio lavorativo, grazie al quale la casa editrice Stafeto, di proprietà di Régulo, pubblicò molte traduzioni di de Diego.
Divenne membro onorario dell'Associazione universale esperanto nel 1993.

## Opere

### Saggistica
- Pri Esperanta tradukarto (1979)

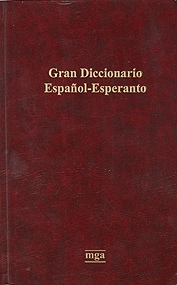
Copertina del Gran Diccionario Español-Esperanto di Fernando de Diego.

- Nuevo método de Esperanto para clases y autodidactas (1982)
- Pri literatura kritiko (1984)
- La degenero de William Auld. Recenzo pri Montara Vilaĝo (1985)
- Bibliografio de la publikaĵoj de Reinhard Haupenthal. Suplemento 1980-1986 (1986)
- Ankoraŭ pri la degenero de William Auld. Pri recenzo kaj ties sekvoj (1987)
- Naturalismo kaj skemismo. Korespondo inter Fernando de Diego kaj Karolo Piĉ (1987)
- Gran Diccionario Español-Esperanto 2003

### Traduzioni
- La lando de Alvargonzález (Antonio Machado) (1969)
- Cigana romancaro (Federico García Lorca) (1971)
- Kun sopira koro (Gustavo Adolfo Bécquer) (1972)
- La arbo de la sciado (Pío Baroja) (1973)
- Doña Bárbara (Rómulo Gallegos (1975)
- La inĝenia hidalgo Don Quijote de la Mancha (Miguel de Cervantes (1977), eldonis Fundación Esperanto
- Boule de Suif (Guy de Maupassant) (1982)
- Krado-mondo' (Encarnación Ferré (1983)
- Viveroj (Alfonso Rodríguez Castelao) (1983)
- D-ro Jekyll kaj S-ro Hyde (Robert Louis Stevenson) (1985)
- La familio de Pascual Duarte (Camilo José Cela) (1985)
- Astura bukedo (1987)
- Sentempa simfonio. Poem-antologio hispana (1987)
- Norda odiseado kaj aliaj rakontoj (Jack London) (1988)
- Drolaj rakontoj (Honoré de Balzac (1989)
- Cent jaroj da soleco (Gabriel García Márquez (1992)
- La malica komizo (Wenceslao Fernández-Flórez) (1993)
- Tirano Banderas (Ramón del Valle-Incián (1993)
- La agrikulturo de la tropika zono (Andrés Bello) (1995)
- La oldulo kaj la maro (Ernest Hemingway) (1996)
- Perdita vizaĝo (Jack London) (antaŭ 1999)
- La urbo, kies nomo estis Kadavro-pluva (Enrique Lázaro) (En: Sferoj)